# Líšnice (kraj ołomuniecki)
Líšnice (niem. Lexen) – gmina w Czechach, w powiecie Šumperk, w kraju ołomunieckim. Według danych z dnia 1 stycznia 2012 liczyła 329 mieszkańców.
Dzieli się na dwie części:
- Líšnice
- Vyšehorky